# Rattus giluwensis
Rattus giluwensis is een rat die voorkomt op Mount Giluwe in het noordoosten van Papoea-Nieuw-Guinea, tussen 2195 en 3660 m hoogte. De soort is oorspronkelijk beschreven als een ondersoort van Rattus “ruber”, lang gebruikt als “prullenbak” voor Nieuw-Guinese Rattus-soorten, maar in feite een synoniem van R. nitidus. De oorspronkelijke naam, Rattus ruber melanurus Laurie & Hill, 1954, was al eerder gebruikt, zodat de naam R. ruber giluwensis later als nieuwe naam is voorgesteld.
R. giluwensis is een kleine rat, met een dikke, zachte vacht zonder stekels. De rugvacht is kaneelbruin. De buikvacht is geelgrijs en wat langer. Het gezicht heeft dezelfde kleur als de rug. De staart is donkerbruin en kort. De voeten zijn donkerbruin. Vrouwtjes hebben 2+2=8 mammae. De kop-romplengte bedraagt 136 tot 187 mm, de staartlengte 84 tot 108 mm en de achtervoetlengte 28 tot 32 mm.